# Valentín Scagliola
Valentín Armando Scagliola (Córdoba, Argentina, de 9 de noviembre de 1981) es un músico y compositor argentino, miembro de la agrupación de rock, cuarteto y ska Los Caligaris, desde 2001. Entre sus composiciones más exitosas se destacan "Kilómetros", "Nadie es perfecto" "Quereme así" y "Hablar de flores".

## Biografía
Valentín Scagliola nació el 9 de noviembre de 1981 en Córdoba capital, provincia de Córdoba. A los 8 años comienza sus estudios de piano. Durante el cursado de sus estudios secundarios conoce a varios de los que luego serían sus compañeros de banda en Los Caligaris.
En 2000 cursa la carrera de Composición musical en la Facultad de Música de la Universidad Nacional de Córdoba.
En 2002 la banda se hace conocida a nivel nacional gracias la canción "Nadie es perfecto" del álbum debut "Yernos perfectos".
En 2005 son premiados por la Fundación Konex en la categoría Tropical /Cuarteto.
En 2007 visita por primera vez junto a su banda, México, país donde Los Caligaris se han popularizado.
En 2016 consigue junto a Los Caligaris cuatro nominaciones en los Premios Gardel, siendo ganadores en la categoría "Ingeniería de grabación" por su álbum Circología.
En 2018 edita el álbum "Mini Canciones Vol.1 :La revolución sintética del cuarteto".
El 5 de octubre de 2018 se presenta junto a su banda por primera vez en el prestigioso Auditorio Nacional de México.

## Discografía
Álbumes editados en Argentina
- 2002 - Yernos Perfectos
- 2004 - Grasas Totales
- 2005 - Chanchos Amigos
- 2007 - No es lo que parece
- 2009 - Transpirando Alegría
- 2011 - Bailarín Apocalíptico
- 2015 - Circología
- 2019 - Salva
- 2023 - Muchas Noches, Buenas Gracias

Álbumes editados en México
- 2006 - Yernos Perfectos
- 2007 - Residencial América
- 2009 - Transpirando Alegría
- 2015 - Circología

Extended plays
- 2013 - Canciones para Armar
- 2017 - Canciones Felices

Discos en vivo
- 2010 - Vivo en Café Iguana
- 2016 - Somos Todos Vivos
- 2018 - 20 Años: El show más feliz del mundo

## Premios

### Premios Gardel[12]
| Año  | Trabajo nominado                       | Categoría                        | Resultado |
| ---- | -------------------------------------- | -------------------------------- | --------- |
| 2016 | «Circología»                           | Mejor Álbum Rock pop alternativo | Nominado  |
| 2016 | «Circología»                           | Producción del año               | Nominado  |
| 2016 | «Circología»                           | Mejor videoclip                  | Nominado  |
| 2016 | «Circología»                           | Ingeniería de Grabación          | Ganador   |
| 2019 | «20 años, el show más feliz del mundo» | Mejor Álbum Rock Alternativo     | Nominado  |